# Dichrorampha
Genre
Dichrorampha est un genre de lépidoptères (papillons) appartenant à la sous-famille des Olethreutinae dans la famille des Tortricidae.

## Espèces
- Dichrorampha abhasica Danilevsky, in Danilevsky & Kuznetsov, 1968
- Dichrorampha acuminatana (Lienig & Zeller, 1846)
- Dichrorampha aeratana (Pierce & Metcalfe, 1915)
- Dichrorampha agilana (Tengstrom, 1848)
- Dichrorampha alaicana Rebel, 1910
- Dichrorampha alatavica (Danilevsky, 1960)
- Dichrorampha albicans (Razowski & Becker, 2012)
- Dichrorampha albicapitana (Walsingham, 1891)
- Dichrorampha albimacula (Danilevsky, 1948)
- Dichrorampha albistriana Komai, 1979
- Dichrorampha alexandrae Passerin d'Entrves, 1972
- Dichrorampha alpigenana Heinemann, 1863
- Dichrorampha alpinana (Treitschke, in Ochsenheimer, 1830)
- Dichrorampha altaica Danilevsky, in Danilevsky & Kuznetsov, 1968
- Dichrorampha ambrosiana (Kennel, 1919)
- Dichrorampha atalla Razowski, 2011
- Dichrorampha atomosa (Razowski & Becker, 2012)
- Dichrorampha aztecana Walsingham, 1914
- Dichrorampha baixerasana Trematerra, 1991
- Dichrorampha banana (Busck, 1906)
- Dichrorampha bittana (Busck, 1906)
- Dichrorampha brevis (Razowski & Becker, 2012)
- Dichrorampha broui Knudson, 1987
- Dichrorampha brusquea (Razowski & Becker, 2012)
- Dichrorampha bugnionana (Duponchel, in Godart, 1842)
- Dichrorampha cacaleana (Herrich-Schffer, 1851)
- Dichrorampha cancellatana Kennel, 1901
- Dichrorampha canimaculana Komai, 1979
- Dichrorampha caucasica (Danilevsky, 1948)
- Dichrorampha chavanneana (Laharpe, 1858)
- Dichrorampha chloantha Razowski, 2011
- Dichrorampha cinerascens (Danilevsky, 1948)
- Dichrorampha cinerosana (Herrich-Schffer, 1851)
- Dichrorampha coniana Obraztsov, 1953
- Dichrorampha consortana Stephens, 1852
- Dichrorampha dana Kearfott, 1907
- Dichrorampha danilevskyi Obraztsov, 1958
- Dichrorampha deindentata (Razowski & Becker, 2012)
- Dichrorampha dekanoidzei Esartiya, 1988
- Dichrorampha dentivalva Huemer, 1996
- Dichrorampha dinarica (Huemer, Zlatkov & Baixeras, 2012)
- Dichrorampha discedana (Danilevsky, 1960)
- Dichrorampha distinctana (Herrich-Schffer, 1851)
- Dichrorampha dubatolovi Syachina, 2008
- Dichrorampha dzhungarica (Danilevsky, 1948)
- Dichrorampha embolaea (Meyrick, 1918)
- Dichrorampha euterpes Diakonoff, 1971
- Dichrorampha eximia (Danilevsky, 1948)
- Dichrorampha filipjevi (Danilevsky, 1948)
- Dichrorampha flavidorsana Knaggs, 1867
- Dichrorampha flinti Razowski, 2011
- Dichrorampha forsteri Obraztsov, 1953
- Dichrorampha galapagana (Razowski & Landry, in Razowski et al., 2008)
- Dichrorampha geitantrum Razowski, 2011
- Dichrorampha gemellana (Zeller, 1847)
- Dichrorampha gracilis (Danilevsky, 1948)
- Dichrorampha gruneriana (Herrich-Schffer, 1851)
- Dichrorampha hannemanni Kuznetzov, 1986
- Dichrorampha harpeana Frey, 1870
- Dichrorampha heegerana (Duponchel, in Godart, 1842)
- Dichrorampha horata (Razowski & Becker, 2012)
- Dichrorampha huichihuayana Razowski, 2011
- Dichrorampha iberica Kuznetzov, 1972
- Dichrorampha impuncta Komai, 1979
- Dichrorampha incanana (Clemens, 1860)
- Dichrorampha incognitana (Kremky & Mas owski, 1933)
- Dichrorampha inconspiqua (Danilevsky, 1948)
- Dichrorampha incursana (Herrich-Schffer, 1851)
- Dichrorampha infuscata (Danilevsky, 1960)
- Dichrorampha insperata (Danilevsky, 1960)
- Dichrorampha interponana (Danilevsky, 1960)
- Dichrorampha ipameriae (Razowski & Becker, 2012)
- Dichrorampha iranica Danilevsky, in Danilevsky & Kuznetsov, 1968
- Dichrorampha ischyros (Razowski & Becker, 2012)
- Dichrorampha iverica Esartiya, 1988
- Dichrorampha klimeschiana Toll, 1955
- Dichrorampha kuznetzovi Esartiya, 1988
- Dichrorampha laevigata (Razowski & Becker, 2012)
- Dichrorampha larsana (Danilevsky, 1960)
- Dichrorampha lasithicana Rebel, 1916
- Dichrorampha latiflavana Caradja, 1916
- Dichrorampha leopardana (Busck, 1906)
- Dichrorampha letarfensis Gibeaux, 1983
- Dichrorampha ligulana (Herrich-Schffer, 1851)
- Dichrorampha limae (Razowski & Becker, 2012)
- Dichrorampha livens (Walsingham, 1891)
- Dichrorampha loncheres (Razowski & Becker, 2012)
- Dichrorampha manilkara Heppner, 1981
- Dichrorampha marginestriana (Filipjev, 1925)
- Dichrorampha minutiana Nel & Varenne, 2012
- Dichrorampha mnesisocia (Razowski & Becker, 2012)
- Dichrorampha montanana (Duponchel, in Godart, 1842)
- Dichrorampha niculescui (St noiu & Neme, 1974)
- Dichrorampha nigrobrunneana (Toll, 1942)
- Dichrorampha obliqua (Razowski & Becker, 2012)
- Dichrorampha obscuratana (Wolff, 1955)
- Dichrorampha ochripalpana (Razowski & Becker, 2012)
- Dichrorampha ochromosaica (Razowski & Wojtusiak, 2010)
- Dichrorampha odorata Brown & Zachariades, 2007
- Dichrorampha okui Komai, 1979
- Dichrorampha opipara (Razowski & Becker, 2012)
- Dichrorampha pastoralisi Razowski & Tokr, 2003
- Dichrorampha pentheriana (Rebel, 1917)
- Dichrorampha petiverella (Linnaeus, 1758)
- Dichrorampha phoreosocia (Razowski & Becker, 2012)
- Dichrorampha piperana (Busck, 1906)
- Dichrorampha plumbagana Treitschke, in Ochsenheimer", 1830
- Dichrorampha plumbana (Scopoli, 1763)
- Dichrorampha podoliensis (Toll, 1942)
- Dichrorampha proxima (Danilevsky, 1948)
- Dichrorampha radicicolana Walsingham, 1879
- Dichrorampha rejectana (Laharpe, 1858)
- Dichrorampha rhadina Razowski, 2011
- Dichrorampha rhaphidagus (Razowski & Becker, 2012)
- Dichrorampha rilana Drenovski, 1909
- Dichrorampha rjabovi (Danilevsky, 1948)
- Dichrorampha sakartvelana Zlatkov, 2016
- Dichrorampha sapodilla Heppner, 1981
- Dichrorampha sedatana (Busck, 1906)
- Dichrorampha senectana Guenee, 1845
- Dichrorampha sequana (Hubner, [1796-1799])
- Dichrorampha sericana (Kennel, 1901)
- Dichrorampha simpliciana (Haworth, [1811])
- Dichrorampha simulana (Clemens, 1860)
- Dichrorampha sinensis Kuznetzov, 1971
- Dichrorampha striatimacula Kuznetzov, 1972
- Dichrorampha sugii Kawabe, 1989
- Dichrorampha sylvicolana Heinemann, 1863
- Dichrorampha talancingana Razowski, 2011
- Dichrorampha tarmanni Huemer, 2009
- Dichrorampha tayulingensis Kawabe, 1986
- Dichrorampha tayulingensis Kawabe, 1986
- Dichrorampha teichiana ulcs & Kerppola, 1997
- Dichrorampha telaria (Razowski & Becker, 2012)
- Dichrorampha testacea Komai, 1979
- Dichrorampha thomanni Huemer, 1991
- Dichrorampha tianshanica (Danilevsky, 1960)
- Dichrorampha tshetverikovi (Danilevsky, 1960)
- Dichrorampha unicolor (Danilevsky, 1948)
- Dichrorampha uralensis (Danilevsky, 1948)
- Dichrorampha vacivana (Chrtien, 1925)
- Dichrorampha vancouverana McDunnough, 1935
- Dichrorampha yellahs Razowski, 2011

## Synonymes
- Amaurosetia Stephens, 1835
- Balbis Walsingham, 1897
- Dichroramphodes Obraztsov, 1953
- Dichrorhampha Frey, 1880
- Dicrorampha Doubleday, 1850
- Lepidoptycha Dyar, 1901
- Lipoptycha Lederer, 1859
- Lipoptychodes Obraztsov, 1953
- Paralipoptycha Obraztsov, 1958